# Chékéba Hachemi
Chékéba Hachemi (persa: شکیبا هاشمی), (Kabul, 20 de maig de 1974) és una escriptora feminista. Fou la primera dona afganesa nomenada diplomàtica (2001). És presidenta i fundadora de l'ong Afganistan Lliure.

## Infantesa i educació
Chékéba Hachemi naix a Kabul al 1974. Va emigrar durant la invasió soviètica el 1986 i arribà a França als 11 anys d'edat. Acabà els estudis a l'Escola Superior de Comerç de París.

## Activista i diplomàtica pels drets de les dones
Hachemi fundà l'organització Afganistan Lliure el 1996 en resposta a la deterioració dels drets de les xiquetes i dones afganeses sota el règim talibà. Durant més de 20 anys, l'objectiu de l'Afganistan Lliure ha estat possibilitar l'accés a l'educació, la salut i la formació professional a xiquetes i dones del món rural d'Afganistan perquè siguen independents. Durant deu anys, l'organització també ha publicat la revista Roz, l'única publicació de dones del país.
A Europa i Estats Units, Chékéba Hachemi ha dut a terme moltes accions per a Afganistan: campanyes de premsa, pressió a empreses, figures polítiques i institucions (grup de treball amb Kofi Annan, secretari general de l'ONU en aquell moment; convidada d'honor en la OIT, en el Dia de les Dones a Ginebra, i en ACNUR).
Fou la primera dona diplomàtica del govern de transició afganés, nomenada primera secretària de l'ambaixada afganesa davant la Unió Europea al gener del 2002. Al juliol del 2005, fou nomenada pel govern a Kabul assessora especial del vicepresident, a càrrec de projectes prioritaris nacionals. Al març de 2007, fou nomenada pel president Hamid Karzai ministra assessora, càrrec que exercí des de París. El 2009, renuncià al seu càrrec i denuncià la corrupció que hi havia dins del govern.
El 2009, funda l'empresa de consultoria Epoke Conseil amb Marie-Françoise Colombani per a promoure la igualtat entre homes i dones a França, i CH Consulting, especialitzada en l'estudi i disseny de projectes socials per al lloc de dones en empreses. Com a assessora d'estratègia de la gran duquessa de Luxemburg, participà en l'organització d'una conferència internacional, "Estand, Speak, Rise Up", per a posar fi a la violència sexual masclista en entorns fràgils de Luxemburg, al març del 2019, juntament amb No som armes de guerra i la fundació Denis Mukwege.

## Obra
Hachemi és autora de L'insolent de Kabul, unes memòries, publicades al 2012. És coautora de Pour l'Amour de Massoud (Per l'amor de Massoud) amb Sediqa Massoud, publicat el 2005, que rebé un premi Truth Prize, i de Rostre robat, tenir 20 anys a Kabul, amb Latifa (ISBN 978-2253153993).

## Premis
Durant la seua carrera, Hachemi ha rebut molts premis pel seu treball per les dones i els drets humans:
- 2019: Premi internacional "Dones, digital, emprenedoria", Fundació La France s'engage
- 2017: Premi d'Apoderament Positiu de la Fundació Positive Planet
- 2016: Premi RAJA de la Dona a l'educació i l'acció social.
- 2014: Medalla d'or en el Fòrum de Drets Humans "Crans Montana"
- 2014: Senyora de l'Orde del Mèrit Nacional francés
- 2012: Premi dels Drets Humans de la República Francesa
- 2012: Trofèmina, Premi Médias
- 2008: Fòrum Econòmic de Dones "Premi a l'Educació de la Dona"
- 2001: Premi "Femme en or"